# Cupido immaculatus
Cupido immaculatus är en fjärilsart som beskrevs av Stoneham 1938. Cupido immaculatus ingår i släktet Cupido och familjen juvelvingar. Inga underarter finns listade i Catalogue of Life.